# 恐怖の疫病宇宙船
『恐怖の疫病宇宙船』（きょうふのえきびょううちゅうせん　原題：Plague Ship）は、アメリカ合衆国のSF作家アンドレ・ノートンによるSF小説。「太陽の女王号」シリーズの2作目（完）である。

## あらすじ
前作における惑星「リンボー」での活躍により、報酬として惑星「サーゴル」での交易権を得た女王号の一行は、その惑星に着陸していた。積んできた様々な交易品を出してみても原住民は興味を示さず、貴重な宝石「コロス・ストーン」を手に入れることができない。手詰まりかと思っていたある日、船内に入りたがっていた原住民の子供を招き入れると、その子供は植えてある植物に駆け寄った。そして恍惚の表情を浮かべている。これが交易のカギになると思った乗組員たちは、その植物の葉っぱを交易場所に出してみた。すると相手はコロス・ストーンを持ってきた。葉っぱ１枚に対し、何個ものコロス・ストーンを…。女王号は、原住民との物々交換に成功したのだ。原住民と仲良くなり、その儀式に招かれた4人の乗組員は、まずい飲み物を飲ませられて部族の一員に迎えられた。交易に使われた植物は、地球原産のありふれた香料植物だが、女王号の船内には少量しかない。そこで、一旦地球に戻り、たくさんの香料植物を積んでくることになった。ただし、原住民と約束した日まで持ち帰らなければ、交易はストップしてしまう。
ただちに地球に向けて飛び立つ女王号。しかし船内で謎の病気が発生し、次々に乗組員が倒れて昏睡状態になっていった。船医にも原因がわからない。疫病船と判明すれば、星間パトロールによって恒星に落とされてしまう。病気にかからなかったのは、原住民の儀式に招かれた4人の乗組員だけだった。4人だけの力で、女王号は地球にたどり着くことができるのか。そして、約束の日までに、サーゴルへ香料植物を持ち帰ることは可能なのか。

## 主な登場人物
- デイン・ソーソン - 女王号の貨物係候補生
- ジェリコ - 女王号の船長
- リップ・シャノン - デインの先輩候補生
- アリ・カミル - デインの先輩候補生
- ヴァン・ライク - 貨物係主任
- スティーン・ウィルコックス - 女王号の航宙士
- タング・ヤー - 女王号の通信長
- ヨハン・ストッツ - 女王号の機関長
- クレイグ・タウ - 女王号の船医
- ホーヴァン - 地球の医師。病気の解明に協力する。

## 書誌情報
- 『恐怖の疫病宇宙船』（小隅黎訳、ハヤカワ文庫SF SF89） 1973年6月30日